# Продовольчий банк

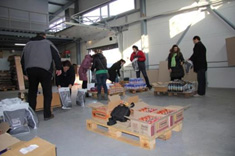
Продовольчий банк у Києві (сортування продуктів)

Продовольчий банк (англ. food bank) — це неприбуткова благодійна організація, яка збирає продовольчі товари (у тому числі товари, термін зберігання яких добігає кінця) від виробників, торговельних організацій, закладів харчування, приватних осіб та інших постачальників і передає голодним.
Відповідно продукти, які не були продані чи спожиті, але мають гарні споживчі якості, та можуть опинитися на смітнику, стають в пригоді тим, хто потерпає від голоду.
У різних країнах існують різні моделі діяльності продовольчих банків. Дві з них найбільш поширені. Перша — продовольчий банк безкоштовно отримує, зберігає, контролює якість, транспортує та передає продукти безпосередньо голодним. Друга — продовольчий банк безкоштовно приймає, контролює якість, зберігає та транспортує продукти, після чого передає їх не безпосередньо голодним, а місцевим державним, громадським чи іншим благодійним організаціям та соціальним установам, які своєю чергою розподіляють продукти серед нужденних.
Продовольчі банки також збирають грошові пожертви від приватних осіб та організацій для оплати зберігання та транспортування продуктів.
Продовольчі банки існують завдяки волонтерам, які допомагають в пошуку постачальників продуктів, сортуванні, перевірці якості, транспортуванні продуктів.

## Історія утворення продовольчих банків
Задум створення продовольчого банку з'явився в 1967 році у Феніксі (США). Чоловік на ім'я Джон Ван Хенгел побачив жінку з десятьма дітьми, які шукали щось придатне для споживання у смітнику перед бакалійним магазином. Він допоміг їм знайти їжу, а потім попросив господарів віддавати йому продукти, замість того, щоб викидати на смітник. Так з'явився перший продовольчий банк St. Mary's Food Bank Alliance.
З того часу продовольчі банки швидко поширились у багатьох країнах світу. Перший продовольчий банк в Європі з'явився у липні 1984 року у Франції.
На початку 2020-х років економічна ситуація в США впливає за всіма напрямами, та для продовольчих банків його наслідки неповторні: ціни на харчові продукти підскочили, бензин подорожчав, а останній рахунок за електроенергію виріс. Але замість того, щоб бути в змозі задовольнити потреби, бюджетні обмеження призводять продовольчі банки та пункти видачі до відходу убік, якраз у той час, коли голод посилюється.

### Україна
У 2011 році розпочав свою роботу український продовольчий банк "КМБФ «Фудбенк" (FoodBank Ukraine - Фудбенк Україна). У 2019 році у Львові Ростислав Косюра започаткував продовольчий банк «Тарілка», який і сьогодні все ще добре працює та розвивається. «Тарілка» була створена також у Херсоні у 2022 році. Активісти навідувалися до львівських колег і мали чудову можливість познайомитися з ними особисто та зайнятися волонтерством.

## Міжнародні об'єднання продовольчих банків
Продовольчі банки Аргентини, Мексики, Канади та Сполучених Штатів Америки для взаємної підтримки у боротьбі з голодом заснували міжнародну організацію Global FoodBanking Network (GFN), до якої приєдналися також продовольчі банки Австралії, Бразилії, Болгарії, Ботсвани, Великої Британії, Еквадору, Гватемали, Гонконгу, Гондурасу, Домініканської Республіки, Індії, Ізраїля, Колумбії, Коста-Рики, Намібії, Нігерії, Нікарагуа, Південної Кореї, Панами, Парагваю, Перу, Росії, Сальвадору, Сінгапуру, Сьєрра-Леоне, Тайваню, Туреччини, Уругваю, Чилі.
Європейська спільнота також об'єднала у 1986 році зусилля продовольчих банків Франції, Іспанії та Італії у міжнародну організацію European Federation of Food Banks (FEBA). До неї долучились продовольчі банки Бельгії, Болгарії, Чехії, Голландії, Естонії, Греції, Ірландії, Литви, Люксембургу, Данії, Норвегії, Польщі, Португалії, Сербії, Словаччини, Швейцарії, України та Великої Британії.
Деякі продовольчі банки в США та Пуерто-Рико об'єдналися у Feeding America. Food Banking Regional Network — об'єднання продовольчих банків деяких африканських держав.